# Надија Хашими
Надија Хашими (енгл. Nadia Hashimi, 12. децембар 1977) је књижевница, педијатар и бивша демократска кандидаткиња у Конгресу за Представнички дом Сједињених Америчких Држава. Надија је ауторка три међународна бестселера: Бисер који је сломио шкољку, Кад је месец ниско и Кућа без прозора.

## Биографија
Надија је рођена и одрасла у Њујорку и Њу Џерзију. Оба њена родитеља рођена су у Авганистану, aли су га напустили почетком 1970-их, пре совјетске инвазије. Њена мајка, унука познатог авганистанског песника, отпутовала је у Европу да би стекла звање магистра грађевинарства, а њен отац је дошао у Сједињене Државе, где је вредно радио да испуни свој амерички сан и изгради нови, светлији живот за своју породицу. Надија је имала среће што је била окружена великом породицом тетака, ујака и рођака, држећи авганистанску културу саставним делом њиховог свакодневног живота. Године 2003. први пут је путовала у Авганистан са родитељима који се нису вратили у домовину од одласка 1970-их. Она служи у одборима организација посвећених образовању и неговању најугроженије деце у Авганистану и оснаживању женских лидерa. Чланица је америчко-авганистанског женског савета.

### Образовање
Надија је похађала Универзитет Брандеис у Волтаму, у Масачусетсу, где је стекла диплому из биологије. Наставила је да студира медицину у Бруклину, а затим је завршила педијатријску обуку у болницама у Њујорку.
Године 2008, започела је своју медицинску каријеру радећи у одељењу за хитне случајеве у Дечјем националном медицинском центру у Вашингтону.
Године 2011. почела је да води ординацију неурохирургије свог супруга у Мериленду.

## Књиге
Године 2014. Надија је објавила свој дебитантски роман Бисер који је сломио шкољку. То је прича о две жене у Авганистану, које живе век одвојено, али везане наслеђем. У савременој причи, Рахима се облачи као бача-пош, девојчица обучена као дечак како би помогла својој породици и пратила своје сестре у школу. Шекибина прича даје роману историјску фикцију, јер се облачи као мушкарац како би чувала харем краља Хабибулаха.
Бисер који је сломио шкољку је међународни бестселер и био је финалиста Гудридса 2014. у категоријама дебитантског аутора и фикције. Преведен је на мноштво језика.
Надијин други роман, Кад је месец ниско, објављен је 2015. године и њен је други међународни бестселер. 
Трећи роман, Кућа без прозора, објављен је 2016. године и њен је трећи међународни бестселер.
Надија је такође објавила две књиге за децу.

## Живот Надије Хашими данас
Надија и њен муж су родитељи четворо деце. Имају афричког сивог папагаја по имену Никл, који подсећа децу да перу зубе, и Џастиса, пса расе родезијски риџбек.
Ужива у разговорима са читаоцима свих узраста у библиотекама, на фестивалима књига и у учионицама.
Од 2012. има отворен налог на Гудридсу где одговара на питања и даје препоруке књига.